# Rues
Rues (en grec antic Ρουας), també conegut com a Rugas (΄Ρούγας), Ruga (΄Ρούγα), Rúgila (΄Ρούγιλα) Roiles (Ρωίλας), i Rua (΄Ρούα), va ser un cabdill guerrer que va unir els huns sota el seu comandament l'any 432.

## Història
Primerament va governar conjuntament amb el seu germà Octar, i després, quan aquest va morir en una campanya militar contra els Burgundis, va regnar tot sol.
Aprofitant el conflicte entre Bahram V, rei sassànida, i Teodosi II el Jove de l'Imperi Romà d'Orient, va travessar el Danubi i va saquejar Tràcia. L'emperador Teodosi II, davant d'un possible atac a Constantinoble, finalment va accedir a pagar-li un tribut anual en or a canvi de la pau.
Després de la mort d'Octar l'any 430, durant una campanya contra els burgundis a la vora del Rin, va assumir el comandament total dels huns. En parla l'historiador Pròsper d'Aquitània, quan diu que el general romà Aeci es va refugiar amb els huns quan va ser acusat de traïció dsprés de la batalla de Rímini. Aeci va recuperar els seus títols i propietats gràcies a Rues, amb el que tenia una gran amistat.
Segons Sòcrates Escolàstic, Teodosi II va resar a Déu i va aconseguir el que desitjava, Rues va morir per l'impacte d'un llamp, una plaga va perseguir els seus homes, i foc va sorgir del cel per acabar amb els supervivents. Aquest text és un panegíric sobre Teodosi II, i va ser escrit després de l'any 425. Després de la seva mort, l'any 434, Rues va ser succeït pels seus nebots Àtila i Bleda.